# Hyrule Warriors: Age of Calamity
Hyrule Warriors: Age of Calamity is een computerspel ontwikkeld door Omega Force en uitgegeven door Nintendo voor de Switch. Het hack and slashspel is uitgekomen op 20 november 2020.

## Plot
In het verhaal, dat zich 100 jaar eerder afspeelt voor de gebeurtenissen in Breath of the Wild, moeten Link en Princess Zelda bondgenoten zien te vinden in hun strijd tegen het kwaadaardige leger van Ganon.

## Spel
Age of Calamity mixt het hack and slash vechtgenre uit de Dynasty Warriors-serie computerspellen met de setting en karakters uit Breath of the Wild. In het spel ligt de nadruk op het voeren van grootschalige gevechten tegen vijanden, terwijl men gelijktijdig ook strategische missies moet zien te voltooien, zoals het veroveren van gebieden.
Het speelveld komt overeen met dat van Breath of the Wild. Spelers kiezen een level en gebruiken de Sheikah-torens om gebieden te verkennen. Het spel bevat ook elementen uit het rollenspelgenre, zoals het upgraden van wapens en karakterniveaus. Daarnaast bevat het spel 18 speelbare karakters, 14 hiervan worden beschikbaar via het spelverloop, de overige vier kunnen vrijgespeeld worden via zijmissies.

## Uitbreidingen
Het spel ontving twee uitbreidingspakketten in de vorm van downloadbare inhoud (DLC), dit zijn "Geavanceerd leven" en "Wachter der Herinneringen". Het eerste pakket kwam uit op 18 juni 2021, de tweede op 29 oktober van dat jaar. Nieuwe toegevoegde spelelementen zijn wapentypes, een nieuwe verhaallijn, personages, gevechtskills en locaties.

## Ontvangst
| Recensiescore             | Recensiescore |
| Recensieverzamelaar       | Score         |
| ------------------------- | ------------- |
| Metacritic                | 78%           |
| Publicist                 | Score         |
| Destructoid               | 8,5           |
| Electronic Gaming Monthly | 4/5           |
| Famitsu                   | 36/40         |
| Game Informer             | 7,5           |
| GameSpot                  | 6             |
| IGN                       | 9             |
| Nintendo Life             | 8,5           |

Age of Calamity ontving positieve recensies. Men prees het grafische gedeelte, de gameplay, geleende elementen van Breath of the Wild, inhoud van het spel en het gevechtssysteem. Kritiek was er op de camera en het verhaal.
Op Metacritic, een website waar recensies samengebracht worden, heeft het spel een score van 78%.